# Анна Каренина (фильм, 1914)
«Анна Каренина» — художественный фильм 1914 года, снятый по мотивам одноимённого романа Л. Н. Толстого. Дебют в кино Марии Германовой, Зои Баранцевич, а также Веры Холодной в эпизодической роли. Сохранился фрагмент фильма.

## В ролях
- Мария Германова —  Анна Аркадьевна Каренина (Облонская)
- Владимир Шатерников — Алексей Александрович Каренин, муж Анны
- Михаил Тамаров — граф Алексей Кириллович Вронский, полковник
- Владимир Оболенский — Константин Дмитриевич Лёвин
- Зоя Баранцевич — Екатерина Александровна («Кити») Щербацкая, сестра Долли, позже — жена Лёвина
- Владимир Кванин — князь Степан Аркадьевич («Стива») Облонский, брат Анны
- Морева — княгиня Дарья Александровна («Долли») Облонская, жена Стивы
- Вера Холодная — кормилица сына Анны (нет в титрах)

## Критика
- Современные нелепые попытки инсценировать классиков на экране метают в одну кучу самые разнообразные душевные явления и, претендуя на «психологическую углубленность», создают из «Анны Карениной» и других подобных произведений беспредельную пошлость. Перед кинематографом как будто ставится задача доказать зрителям, что между творениями Толстого и кинодрамами неизвестного постановщика пьес для экрана нет никакой разницы, что то и другое — дело рук чиновника от кинематографии. Печать казённой, хорошо усвоенной пошлости не может не лежать на подобных инсценировках, потому что сложности душевных движений здесь отвечает ограниченная простота внешних знаков, и Анна Каренина так же, как Агнесса или Матильда, одинаково рапортуют зрителю: «Сим имею честь уведомить, что во вверенном мне сердце вспыхнула любовь к Вронскому, или Гастону, или Тантрану»[1].
- Я П. Г. Тимам пригласил для роли Анны Карениной известную артистку Художественного театра г-жу М. Н. Германову. Правда, нам пришлось заплатить за эту роль неслыханный до сих пор гонорар, но я решил не останавливаться перед затратами для того, чтобы дать действительный шедевр, и я уверен, что приглашение такой артистки есть победа всей кинематографии, так как это первый случай, когда такая крупная артистка Художественного театра выступает в кинематографе. Чтобы достигнуть особенного эффекта, я решил «Анну Каренину» выпустить в красках, и опять-таки это будет первая русская лента в цветных красках. Особенно внимание будет обращено на массовые сцены. Вся постановка пройдет под режиссёрством г. Гардина[2].
- Все другие постановки классических произведений, бывшие до сих пор, стушевываются перед «Анной Карениной». Г-жа Германова — Анна играет более, чем хорошо, но чувствуется ещё её неопытность в игре перед аппаратом. Жутко смотреть на Шатерникова, играющего Каренина. Как известно, артист убит недавно в одном из боев на прусском фронте. В его лице ушёл артист, отмеченный печатью несомненного таланта[3].
- В последние дни во дворе дома князя Щербатова на Новинском бульваре производились кинематографические съемки инсценировки «Анна Каренина». Роман Л. Н. Толстого инсценирован почти целиком. У дома князя Щербатова был снят разъезд от княгини Бетси. Сюда прибыли 15 карет, в которых поместились 50 «великосветских знакомых» княгини. Разъезд, происходивший в 11 часов утра, привлек огромную толпу любопытных. На днях на скаковом поле будут инсценированы для кинематографа скачки[4].
- От редакции: Общий смысл этой статьи можно формулировать так: с одной стороны, надо сознаться, а с другой, нельзя не признаться. Почтенный автор возмущается тем, что «Анну Каренину» испортили два раза — первый раз для живой сцены, второй раз для экрана. Но он признается вместе с тем, что широкая публика впервые познакомится теперь с этим крупным произведением великого писателя. И за эту громадную заслугу кинематографа автор согласен простить ему все прегрешения. Невозможно бороться — говорит он — с приспособлением искусства к понятиям толпы. Ещё бы! Конечно, невозможно. Однако боролись до сих пор, и эти «славные» борцы не прочь были совершенно отстранить толпу от искусства, лишь бы сохранить чистоту и неприкосновенность подлинного. В эту сторону и были направлены все попытки «просвещенных» людей, но они лишь показали тщетность и бессмысленность всех этих попыток. Один градоначальник города Глупова, кажется, Угрюм-Бурчеев, решил испытать свою власть и остановить течение реки. Были приняты чрезвычайные меры. Ничего не помогло. Река неслась по своему руслу и уносила с собой весь тот балласт, которым решительный администратор пытался изменить её обычное течение. Опечалился наш герой и проговорил: «Какой же я после этого повелитель, когда стихия не повинуется мне». Вот именно таких неудачников напоминают нам те паши общественные деятели, которые боролись до сих пор с приспособлением произведений искусства к потребностям широкой демократии, а теперь заявляют, что невозможно бороться с этим. Впоследствии они поймут, может быть, что такая борьба не только не возможна, но и не нужна, вредна. Признается же здесь г. Философов, что они «публику впервые познакомят с произведением Толстого на экране». Он скорбит теперь о том, что знакомиться с «Анной Карениной» будут в антрактах по безграмотной программе. Ну, это уже недостаток легко устранимый. Безграмотное всегда можно сделать грамотным, об этом не стоило бы даже говорить. Дело в том, что в своей полухронической заметке г. Философов не нашёл в кинематографии ни одного такого греха, который не был бы преходящим. А достоинства он находит большие. Он предвидит, что экран пробудит в массах интерес к этому классическому произведению. На это указывали уже давно. Мы говорили, что экран может привести своих посетителей к книге, он увеличивает количество читателей. А за это одно можно действительно простить ему многие его недостатки. Хорошо, что хоть задним числом передовые элементы нашей интеллигенции становятся на такую точку зрения. Лучше поздно, чем никогда[5].
- К произведению Толстого здесь отнеслись со всем благоговением, которое внушает к себе имя Льва Николаевича. Отсюда понятна эта тщательная постановка, где не пропущен ни один даже самый мелкий штрих, способствующий детальному освещению при интерпретации типов и эпохи романа. При первом же взгляде на ленту бросается в глаза это отношение как со стороны режиссёра, так и артистов. Из последних выделяется талантливая представительница Художественного театра, перенёсшая на кинематографический экран результаты той школы, которой отличается её театр от других[6].
- Видела недавно в «Искрах» кинематографическую «Анну Каренину» с Германовой во главе… Какой ужас, какие типы! Вронский — пьяный полковой писарь. Стиву Облонского изображает кто-то с физиономией лакея из какого-нибудь псковского «Палермо»; остальные — в pendant, а сама Анна Каренина ничем не отличается от Василисы «На дне». Я хорошего и не ждала, но все-таки такого издевательства над Толстым не могла себе представить. Как могла она взять на себя такую роль, как согласилась выступать с подобными исполнителями! И её, артистку Художественного Театра, нисколько не шокировала постановка картины, допускающая такие несообразности, как плюшевый медведь и прочие ультрасовременные игрушки, которые Анна Каренина приносит своему сыну[7].
- Говоря про А. К., мы разумеем изящную властную красавицу, совсем не ту, что видим на экране. В такую прежде всего не влюбился бы Вронский, и не было бы драмы. А раз все это есть, значит, одно другому противоречит. Местами фантазирует режиссёр. У него, например, Левин, сгорающий от нетерпения увидеть Китти и сделать ей предложение, встречается с ней и объясняется не в комнатах, как в романе, а почему-то в саду. По роману действие происходит зимой, а режиссёру благоугодно было перенести его на лето[8].
- Перед нами оживают давно минувшие времена, проходят давно отжившие и исчезнувшие люди. Весь высший петербургский свет прошлого столетия снова как бы воскресает и снова живёт, волнуется и движется, как прежде, словно и не испытав на себе разрушающего действия всемогущего времени. Волшебная сила кинематографа переносит нас в самые разнообразные уголки Петербурга, в роскошные хоромы княгини Бетси, в уютные и красивые покои Стивы и Каренина, на скачки и, наконец, на роковое полотно железной дороги, место трагической развязки. Мы становимся очевидцами событий, отделенных от нас десятками лет, мы воочию видим людей, давным-давно умерших и истлевших в земле. Вот суровый душой и сердцем Каренин, не желающий ни на йоту отступить от своих принципов; вот легкомысленный и веселый Стива, пользующийся всеми благами жизни. Вот Долли, вся отдавшаяся материнству и семье, Левин со своими глубокими душевными переживаниями, правда, совсем не переданными экраном, и его красивый роман с Китти. И над всеми этими второстепенными типами ярко и живо выступает она, героиня романа, Анна Каренина. Прекрасный, чарующий образ красавицы-женщины в полном расцвете пышной, лучезарной красоты и молодости встает перед нами. Ярким пламенем горит её любовь к Вронскому, пока не омрачённая ничем, и легко уходит она от мужа и сына, вся поглощенная могучим чувством. А затем наступает реакция, пышный цвет любви вянет, и молодая женщина кончает жизнь на полотне железной дороги, под поездом, изуродовавшим её прекрасное тело, полное кипучей жизни[9].
- Художественный театр в числе своих громадных заслуг имеет и тот плюс, что он больше всякого другого театра стремится со всей щепетильностью не отступать от автора ни на шаг, соблюдать верность литературному замыслу, особенность эпохи во всех мельчайших деталях… Г-жа Германова в данном случае далеко отошла от принципов этого театра, и тем, что сама столь смело взялась воскресить прекрасный образ Анны Карениной, и тем, что, занимая центральную роль в картине, не обратила должного внимания ни на своих партнёров, ни на постановку. Самый горячий поклонник Толстого, знающий наизусть его произведения, едва ли узнает в человеке с лакейскими бакенбардами, с осанкой театрального капельдинера — выхоленного барина Стиву, этого блещущего красотой и породой аристократа, а в человеке с наружностью и лицом губернского армейского льва, так некстати носящего флигель-адъютантский вензель, графа Алексея Вронского. Публика, придя смотреть в кинематограф всякое классическое произведение, в частности «Анну Каренину», будет искать на экране живое воплощение тех характерных и типических черт, которые в её представлении неминуемо связываются с именем героини, с её литературным изображением как внешним, так и внутренним. Много ли общего в облике г-жи Германовой как артистки с образом Анны Карениной?[10]
- Талантливая актриса Художественного Театра М. Н. Германова только что кончила просмотр ленты «Анна Каренина», в которой, как мы уже сообщали, она играла главную роль. И вся ещё находится под впечатлением виденного. В первый раз в своей жизни артистка могла проверить самое себя, могла быть зрительницей и критиком своей собственной игры, могла видеть, наконец, не свой двойник, а самое себя, оставаясь в это время совершенно непричастной к тому, что она сама делала. И на менее впечатлительных лиц это первое лицезрение самого себя на экране производит сильное впечатление. Неудивительно поэтому, что артистка была сильно взволнована. М. Н. осталась очень довольна постановкой картины. Не считая возможным говорить с ней о ней самой и о том, каковы же её впечатления от собственной игры, наш сотрудник попросил М. Н. поделиться с ним своими впечатлениями о кинематографе вообще и постановке картины «Анна Каренина» в частности. «Для кинематографа я еще до сих пор не играла, — сказала нам М. Н. — Я не знаю даже, играла ли бы и теперь, если бы мне предложили еще сыграть. Но о роли Анны я уже давно мечтала. Заговаривали об этом и в Художественном театре. Но в „Анне Карениной“ так много мелких сцен, что поставить их в театре невозможно. Пришлось от мысли инсценировать этот роман в театре отказаться. Но мечта сыграть когда-нибудь эту роль не покидала меня, и я с удовольствием приняла предложение исполнить эту роль для кинематографа; я была уверена, что если поработать как следует, отдаться игре, то и в кинематографе можно создать настроение и получить картину, достаточно ярко передающую развитие действия этого интересного романа. Приступивши к картине, я прежде всего настояла на том, чтобы предварительно были устроены репетиции. Они отняли у нас около 3 недель. Режиссёр Гардин и артист Шатерников, с которыми мне пришлось работать, оказались такими серьёзными и вдумчивыми работниками, что с ними я чувствовала себя как будто в атмосфере нашего Художественного театра. Было одно место в картине, из-за которого мне пришлось поволноваться. Я говорю о том моменте, когда Анна бросается под поезд. При подготовке к этой сцене я сначала волновалась, просила даже машиниста, чтобы он не задавил меня. А потом, когда уже начали играть, забыла об этом, и страх прошёл. Публика же волновалась все время, принимая живое участие, — потом некоторые поздравляли меня, как будто я избавилась от какой-нибудь серьёзной опасности, и многие приносили цветы. — Очень рада, — закончила нашу беседу М. Н. Германова, — что мне удалось сыграть Анну, и жалею только о том, что мне пришлось играть в такой большой картине сразу, без опыта»[11].

## Воспоминания
- Теперь, когда разгромлен внутри и искалечен снаружи дом, мое жилище, превращавшееся на протяжении всего нескольких лет после революции то в военное учреждение, то в казарму для рабочих, а ныне, по слухам, в какой-то врачебный институт, когда нет более старой Москвы после разрушения её чудесных церквей, исторических монастырей, после искажения новаторами-вандалами её родного, столь характерного облика, когда нет и самой России, хочется мысленно перенестись к этому, столь недолго прожившему и меня порадовавшему моему детищу. Хочется мысленно восстановить это видение, его величественную громаду, не давящую благодаря удачным пропорциям, а стройную, с её оранжевого цвета стенами, белыми колоннадами, замыкающими двор, с зелёным газоном, итальянского типа лоджиями и скульптурными барельефами на фасаде последнего этажа. Как красиво выделялась вся эта оранжево-белая архитектурная масса на опаловом морозном небе и белой пелене снега или на бирюзе летнего неба, зелени газонов и на фоне веселых лип Новинского бульвара. Мысленно поднимаю глаза и вижу на фоне неба всю красоту этого венчающего здание последнего этажа, подлинного произведения искусства. Из лоджий, сквозь колонны, вид на всю Москву: золотые купола Кремля, океан домов, пестрых крыш, бульвары, сады, арабеску ходящих извилистых улиц. Внизу величественный въездной двор со статуями в нишах и львами с веселой зелёной травой, оправленный белым камнем и отлогими ступенями ко входу. С этих лоджий я наблюдал раз странное, забавное зрелище — сцены, разыгрываемые группой актёров, которые подъезжали, выходили из колоннад, составляли живописные группы в старинных костюмах. Крутили фильм «Анна Каренина». Словно воскресла ушедшая эпоха и стиль дома, облюбованный для этой цели, сливался с этими призрачными фигурами[12].
- Вторая — та, что шла на сцене. Теперь появилась Анна Каренина Третья, уже совсем бессловесная. Кинематографическая. По странной случайности, номер журнала «Искры» с интереснейшими снимками Анны Карениной Третьей появился одновременно с моей статьей о «Золотом Петушке». Читатели, может быть, её помнят. В ней я, между прочим, доказывал, что невозможно бороться с приспособлением художественного творчества к нуждам толпы. Анна Каренина Третья — разительный тому пример. Толстой, который переписывал «Войну и Мир» семь раз, придавал такое значение слову и мысли, обречен на бессмысленную и бессловесную переделку. Многие будут кипятиться и волноваться. Доказывать, что бессмысленное непременно бессмысленно. Но их никто слушать не будет. И новая лента распространится по всей матушке России. Девяносто процентов зрителей впервые познакомятся с «Анной Карениной» по кинематографу. В антрактах быстро прочтут «сюжет» по безграмотной программе. Если антракт долог, перейдут к чтению реклам о какао, о корсетах и слабительных пилюлях. Какая же программа без объявлений. Будут и такие, что опоздают к началу. Ворвутся в середину действия и ничего не поймут. Опять на помощь программа. Жестоко поступают с Анной Карениной. Нечего и говорить. Она сама себя убила, а тут ещё над ней совершают расправу. Всю тонкую психологию этой измучившейся женщины сводят к последней грубости. Весь дух трагедии исчез. Остается только плоть. И плоть эта очень назойливо лезет в глаза. Читая «Анну Каренину», мы обыкновенно забываем, что этот роман в некотором роде исторический. Что он происходил почти сорок лет назад. В одеждах, костюмах, быту того времени. Роман нам кажется современным. Кинематограф возвращает нас назад. Судя по снимкам «Искры», стиль эпохи выдержан довольно верно. Конечно, есть анахронизмы. Взять хотя бы паровоз, который остановился в пяти саженях от лежащей на рельсах г-жи Германовой. Он очень старомодный, как и все русские паровозы, медлительные и слабые. Но все-таки не похож на своих собратьев конца семидесятых годов. Помните картину Савицкого «Проводы новобранцев»? Она относится к тому же времени. Паровоз так какой-то игрушечный и смешной. С громадной трубой, расширяющейся кверху. Такие паровозы ещё встречаются кое-где. Особенно на тех дорогах, где топят дровами, а не углем. Но вряд ли кто будет рассматривать паровоз. Центр внимания Анна Каренина. Она очень хороша. По-видимому, г-жа Германова удачно справилась со своей неимоверно трудной задачей. Будет сама Анна Каренина хороша — и успех новой ленты обеспечен. Успех будет потому, что случайные зрители, зашедшие между делом, случайно в душный кинематограф, полюбят эту хорошую русскую женщину. Конечно, не ту, не настоящую — Анну Каренину Третью, а не первую, единственную. Но все-таки её младшую сестру. Беспомощную, бессловесную. Ведь «фамильное сходство» все-таки останется. Эта любовь к младшей сестре заставит подумать о старшей. И если кинематографическая затея привлечет к подлинной «Анне Карениной» новых читателей и почитателей, проделанная над нею жестокая расправа будет искуплена[13].
- Позже я играла Анну Каренину для синематографа. Этот фильм показывался и за границей, и многие и сейчас его помнят, а уж в России не было уголка, где его не ставили бы, и со всех концов России получала я письма и от самых разнообразных людей. Очень были милые письма от одного рабочего[14].
- Шатерников снимался во многих фильмах «Русской Золотой Серии», исполняя самые разнообразные характерные роли. И все они, как правило, были глубоко продуманы и содержательны. В поисках изобразительного решения образа Шатерников часто обращался к смежным видам искусства. Когда Гардин ставил фильм «Анна Каренина», Шатерников, отыскивая грим для Каренина, остановился на картине Пукирева «Неравный брак». — С какой точной выразительностью художник сумел передать выражение лица, глаз, всей фигуры жениха — старого сановного чиновника, — говорил актёр. — Это и есть тот Каренин, которого я должен играть. И он многое в гриме Каренина использовал из картины «Неравный брак»[15].
- После первой пробной съемки роль Китти была оставлена за мной. С большим волнением приступила я к этой роли, так как кино было для меня областью незнакомой, я знала его только как зритель. Приступая к работе, я не имела никакого понятия о технике создания фильма. Начались съемки. Мне почему-то казалось, что все должно быть, как в театре, и вот начались обычные «открытия». В сценарии, который был у меня, я отметила последовательность моих сцен, а оказалось, что сначала снимали середину, потом конец, затем начало. Поразил меня павильон кинофабрики, а главным образом свет. Когда я перед съемкой сцены бала вошла в ателье, чтобы посмотреть на окружающую обстановку, и взглянула на себя в зеркало — я пришла в ужас. На меня из зеркала глядело зелёное пятнистое лицо с черно-синими губами… Разве можно сниматься с таким ужасным лицом? И я в отчаянии пошла в гримировочную снимать грим. Все равно, думала я, — посмотрят на меня с таким лицом и не дадут играть Китти! Никогда я не увижу себя на экране! Но мне объяснили, что такие лица у всех от света ртутных ламп. Работа была увлекательной и интересной, особенно для меня, молодой актрисы, начинающей свой путь. Поражала меня глубина творчества М. Н. Германовой, которая пришла в кино из театра и в этом новом для себя искусстве нашла столько красок и интересных деталей. В. Р. Гардин, чуткий и внимательный режиссёр, умел выявить в актёре то, что было нужно для данного образа, и все сложные этапы построения роли проходили для актёров безболезненно. По крайней мере, мне казалось, что роль Китти возникла во мне и оформилась легко[16].
- Неделька на подготовительный период вместе с изготовлением сценария считалась вполне «солидным» отрезком времени. В моей кинорежиссёрской практике я слышал пожелания выпустить фильм не только послезавтра, но и завтра. После разговора с Тиманом я поехал на квартиру к артистке Германовой. Она дала согласие исполнять заглавную роль и поставила только одно условие: срепетировать все сцены заранее у неё в гостиной. Загримированная и одетая, Германова будет приезжать на съемки к определенному часу. Ждать своего выхода она соглашалась не более трёх минут. Германова не видела никакого различия между кино и театром. Я осторожно стал её разубеждать, но мои усилия были тщетны. — Придётся только меньше говорить, — закончила она беседу со мной. — Об этом я подумаю серьёзно. Художник Ч. Г. Сабинский устанавливал в павильоне (вся площадь которого была не более 100 квадратных метров, то есть равнялась обычной театральной площадке) несложные декорации «ультрареалистического» стиля. В сущности, установка декораций в ателье отличалась от театральной монтировки только значительно большими антрактами и тщательностью оклейки фанерных щитов обоями. На съемке царили привычные театральные условия. Я исполнил обещание, данное Германовой, и как только она появлялась в ателье, восклицал: «Свет!» Двадцатидневная работа над фильмом шла гладко. Один только раз задержал я Германову на десять минут, и, удивляясь, она пожимала плечами: — У нас в театре невозможна такая неаккуратность. В дни съемок «Анны Карениной» произошло ещё одно памятное событие. Сижу я однажды в режиссёрском кабинете перед большим зеркальным окном, откуда виден мост возле Александровского вокзала и все движение по Тверской-Ямской улице. Мой помощник — администратор, достающий со дна морского птичье молоко, Дмитрий Матвеевич Ворожевский обратил мое внимание на красивую брюнетку, переходящую улицу и направляющуюся, по-видимому, к нам. Брюнеток и блондинок приходило колоссальное количество — все мечтали о «королевском троне». Но это явилась ко мне Вера Холодная! Стройная, гибкая, бывшая танцовщица, она сидела передо мной, опустив красивые ресницы на обвораживающие глаза, и говорила о том, что хочет попробовать свои силы на экране. Ну что я, режиссёр драмы, мог предложить танцовщице? Но отпускать её тоже не хотелось. Красивая, а может быть, и даровитая. Надо испытать её. — Ну, хорошо. Прошу вас снять мерку для бального платья. Вы будете среди гостей, и я сумею подойти к вам поближе с аппаратом. Съемка через три дня. Через три дня Вера Холодная опять у меня в кабинете. — Владимир Ростиславович, благодарю вас. Я получила три рубля за сегодняшний день, по меня это совсем не устраивает. Я хочу роль. Дайте мне возможность поглядеть на себя не только в зеркале. Когда Вера Холодная сердилась, она хорошела замечательно. Я стал думать: «Ну где я ей достану роль?» — Хорошо. Есть сцена. После свидания с сыном Сережей Анна вернулась в свой номер в гостинице. Входит кормилица-итальянка с девочкой на руках и подносит её Карениной. Будет крупный план, и вы себя увидите. Согласны? Только давайте репетировать. Вера Холодная тогда умела лишь поворачивать свою красивую голову и вскидывать глаза налево и направо — вверх. Правда, выходило это у неё замечательно, но больше красавица Вера дать ничего не могла. А этого было мало, так мало, что мысленно я поставил диагноз из трёх слов: «Ничего не выйдет». Однако решил, умолчав о своем решении, выслушать мнение Тимана. Когда мы вместе проглядывали куски, он после первого же кадра с Холодной спросил: — Это что за красавица? Откуда вы её достали? Я объяснил все подробности и желание Веры Холодной сниматься. — Может быть, принять её в состав нашей труппы? У неё исключительная внешность. — А что ей делать? Нам нужны не красавицы, а актрисы! — резко ответил Тиман. Этой фразой судьба её была решена. Я дал ей письмо к Евгению Францевичу Бауэру. И у Е. Ф. Бауэра «вышло все». Он нашёл, «что делать» на экране Вере Холодной, опрокинув и мой диагноз, и консервативную фразу Тимана. Через год появилась первая русская «королева экрана» — Вера Холодная[17].

## Интересные факты
- Метраж картины — 2700 метров[18].
- Сохранился одночастевой отрывок из фильма.